# Bartków (województwo mazowieckie)
Bartków – osada leśna w Polsce położona w województwie mazowieckim, w powiecie siedleckim, w gminie Korczew.
W latach 1975–1998 miejscowość należała administracyjnie do województwa siedleckiego.